# Laemophloeus parasitus
Laemophloeus parasitus is een keversoort uit de familie dwergschorskevers (Laemophloeidae). De wetenschappelijke naam van de soort werd in 1881 gepubliceerd door Edmund Reitter.